# David Draiman
David Michael Draiman (New York, 13 marzo 1973) è un cantante statunitense, frontman del gruppo musicale alternative metal Disturbed.
È noto per la sua voce distorta e per lo stile di canto ritmico: nel novembre del 2006 è stato inserito dalla rivista Hit Parader alla quarantaduesima posizione nella sua classifica dei migliori cantanti hard rock e metal.
È uno dei sei artisti ad aver partecipato alla colonna sonora del film La regina dei dannati, insieme a Jonathan Davis dei KoЯn, Wayne Static degli Static-X, Jay Gordon degli Orgy, Chester Bennington dei Linkin Park e Marilyn Manson.

## Influenze musicali
Draiman ha affermato che il primo album che abbia comprato è stato Destroyer dei Kiss, mentre band storiche come i Black Sabbath sono stati i suoi primi ispiratori. Si è poi concentrato su gruppi metal influenti come i Metallica, gli Iron Maiden, i Pantera e i Queensrÿche. Afferma inoltre di aver apprezzato gruppi hair metal come gli Whitesnake, prima di spostarsi, negli anni ottanta, verso il punk e il new wave, di cui cita soprattutto Sex Pistols, Ramones, Misfits, poi The Smiths e The Cure.. Con l'arrivo del grunge si innamorò dei primi dischi di Nirvana, Soundgarden e Alice in Chains.

## Vita privata
Draiman è ebreo, sebbene non sia religioso. David Brinn, scrivendo su The Jerusalem Post, definì Draiman "insolente ebreo". Dopo aver frequentato la Yeshiva High School al Wisconsin Institute for Torah Study, a Milwaukee, Draiman andò anche alla South Shore High School a Brooklyn, alla Fasman Yeshiva High School e alla Ida Crown Jewish Academy, a Chicago, ed alla Valley Torah High School di North Hollywood, California. Trascorse gli anni accademici del 1991 e del 1992 alla Neveh Zion Yeshiva a Telz-Stone, Gerusalemme. Draiman in seguito si laureò per tre volte in business Administration, filosofia e scienze politiche alla Loyola University. Quando David aveva sedici anni, la sua fidanzata si suicidò, portando all'incisione della canzone Inside the Fire (inclusa nell'album Indestructible). Ha dichiarato di essere libertariano e ha un fratello minore, Benjamin "Ben" Draiman, che predilige stili musicali come folk rock e ambient.
Il 25 settembre 2011 si è sposato con la sua fidanzata Lena Yada. Dopo una gravidanza a rischio della moglie, che aveva causato uno stop del tour di Draiman con i Device al seguito degli Avenged Sevenfold, il 12 settembre 2012 è nato Samuel Isamu Draiman. Nel 2014, in seguito ad una tregua durante l'Operazione Margine di protezione condotta da Israele contro la striscia di Gaza, Draiman ha scritto su Twitter una lunga lettera, nella quale accusava alcuni mass media statunitensi (CNN, BBC, Reuters e MSNBC) di aver fatto un ritratto di Israele a suo dire "prevenuto, diffamatorio ed erroneo", accusandoli inoltre di aver "preparato un nuovo Olocausto". Il resto della lettera è formato da un breve racconto di ciò che i suoi nonni hanno subito nella Germania nazista, una serie di accuse verso Hamas ed un tentativo di sfatare quelli che Draiman considera dei "falsi miti" su Israele, affermando che per lui l'antisionismo e l'antisemitismo sono la stessa cosa, concludendo con ringraziamenti verso gli Stati Uniti di aver supportato Israele in tutti questi anni.

## Discografia

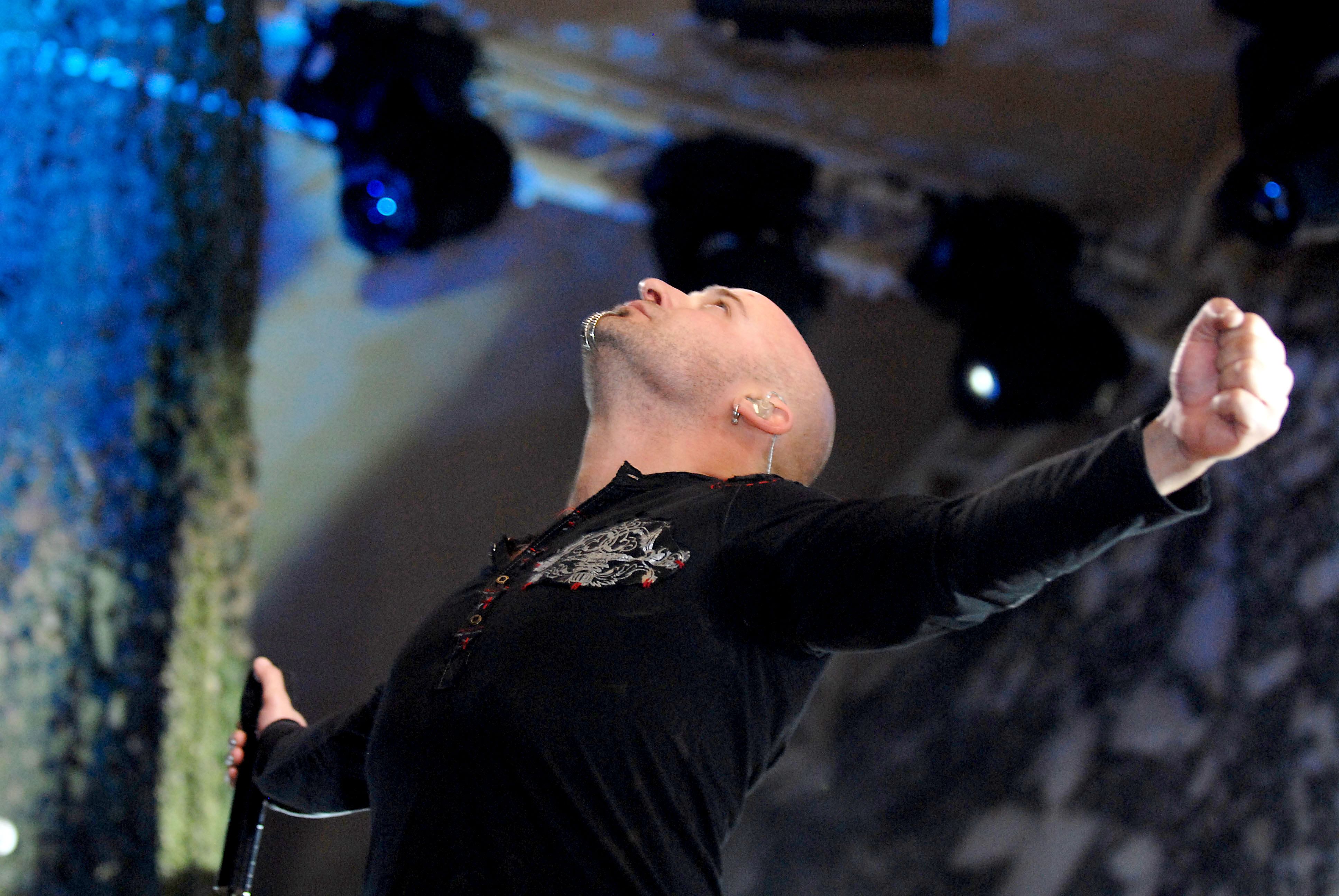
Draiman a Camp Buehring, in Kuwait, nel 2008

### Con i Disturbed
- 2000 - The Sickness
- 2002 - Believe
- 2005 - Ten Thousand Fists
- 2008 - Indestructible
- 2010 - Asylum
- 2015 - Immortalized
- 2018 - Evolution
- 2022 - Divisive

### Con i Device
- 2013 - Device